# Cuiabano Lima
Andraus Araújo de Lima, mais conhecido como Cuiabano Lima (São José do Rio Preto, 13 de agosto de 1976) é um locutor de rodeios do Brasil e referência na mídia internacional.
Cuiabanno Lima, além de narrar rodeios, abriu seu “leque” de locuções e criou uma nova maneira de apresentação de shows e festivais, sendo pioneiro nessa modalidade. Segundo Lima, "um locutor tem que ser versátil”. 
Teve a escola da “velha geração” e já apresentou os grandes ícones da musica sertaneja nacional na década de 90. Com essa experiência adquirida, teve o apoio e respeito dos “novos” sertanejos.
Cuiabanno Lima utiliza o slogan “A voz de Barretos nos maiores eventos do Brasil”.

## Álbuns
- 2010 - Cuiabano Lima e os Amigos do Rodeio
- 2011 - Caldas Country Show
- 2012 - Calvest Boots
- 2013 - Cuiabano Lima em Barretos 2013
- 2014 - Caldas Country Show Vol.2
- 2015 - Barretos 60 Anos
- 2016 - Barretos 2016

## Singles
- 2013 - "Biscate"
- 2018 - "Agência 51" (part. Marília Mendonça)
- 2018 - "Adrenalina" (part.  DJ Kévin)

## Perfil
- Cuiabanno Lima já apresentou ícones da musica nacional e internacional, como o grupo A-ha, a diva americana Mariah Carey e o rei Roberto Carlos.
- Hoje, abre e apresenta dois dos mais importantes festivais de música sertaneja do país, o Caldas Country Show, em Caldas Novas, Goiás, organizado pela GBM Produções, do parceiro e amigo Fernando Clemente, e Sertanejo Pop Festival, da XYZ Live e Som Livre.
- Apresenta também as mais importantes edições do Villa Mix, evento organizado pela Audiomix, do também parceiro e amigo Marquinhos. O escritório da Audiomix detém os direitos da carreira de grandes nomes da música sertaneja na atualidade.
- Na temporada de rodeios, chega a cumprir em média 22 datas por mês em todo o Centro-Oeste, Norte e Sudeste do país, além do Paraná. Em 2010, começou a se aventurar em cantar. Gravou a música "Põe No 12", composição sua em parceria com Diego e Daniel Damasceno, da Damasceno Music. No ano de 2012, lançou “Biscate”, de autoria do seu parceiro e ex-sonoplasta Rodrigo Pedalera, de Barretos. A música é divertida e tem agradado a galera que no refrão convida “Aoooo cambada de biscate, vamo pra boate”... Com ela, foi gravado o clipe que estourou na internet. A música foi lançada em uma coletânea da Som Livre. “Não tenho pretensão alguma de me tornar cantor, sou locutor de rodeios e apresentador, esse é meu dom, a música me fascina e por influência do meio, resolvi gravar e cantar uma música por ano para somar ao meu trabalho”, comenta Cuiabano.
- Improviso, versatilidade, animação, emoção e fé fazem parte do mix de alternativas que Cuiabano Lima alimenta em seu show, sempre acompanhado de um sonoplasta.